# 庫特之圍
庫特之圍（又稱第一次庫特戰役），是由鄂圖曼軍隊在巴格達以南160公里（100英里）的庫特外圍，對城內約8000人的英國陸軍駐軍進行圍攻。1915 年時，其人口約為6,500人。在1916年4月29日駐軍投降後，圍攻的倖存者被押往阿勒坡的監獄，在此期間許多人在這期間死亡。歷史學家克里斯托弗·卡瑟伍德對於該圍城戰敘述為：「在第一次世界大戰中，盟軍最慘痛的敗仗」。十個月後，幾乎全由西印度所招募的英屬印度軍隊，在巴格達淪陷期間陸續收復了庫特、巴格達和其他地區。

## 戰前
在第六（普納）軍團的印度陸軍，在少將查理斯·湯森德的帶領下，他們在泰錫豐戰役後已經從撤退至庫特小鎮。該軍隊於1915年12月3日左右抵達庫特。他們適才遭受了重大損失，僅剩下11,000名士兵（加上騎兵）。湯森德將軍選擇留在庫特並保留其陣地，而不是繼續向下游向巴斯拉進軍。儘管來自遠處巴斯拉的補給線因此而被拉長，不過，在有一條長長的河流包圍下，給了庫特提供了一個良好的防禦位置。

## 圍攻

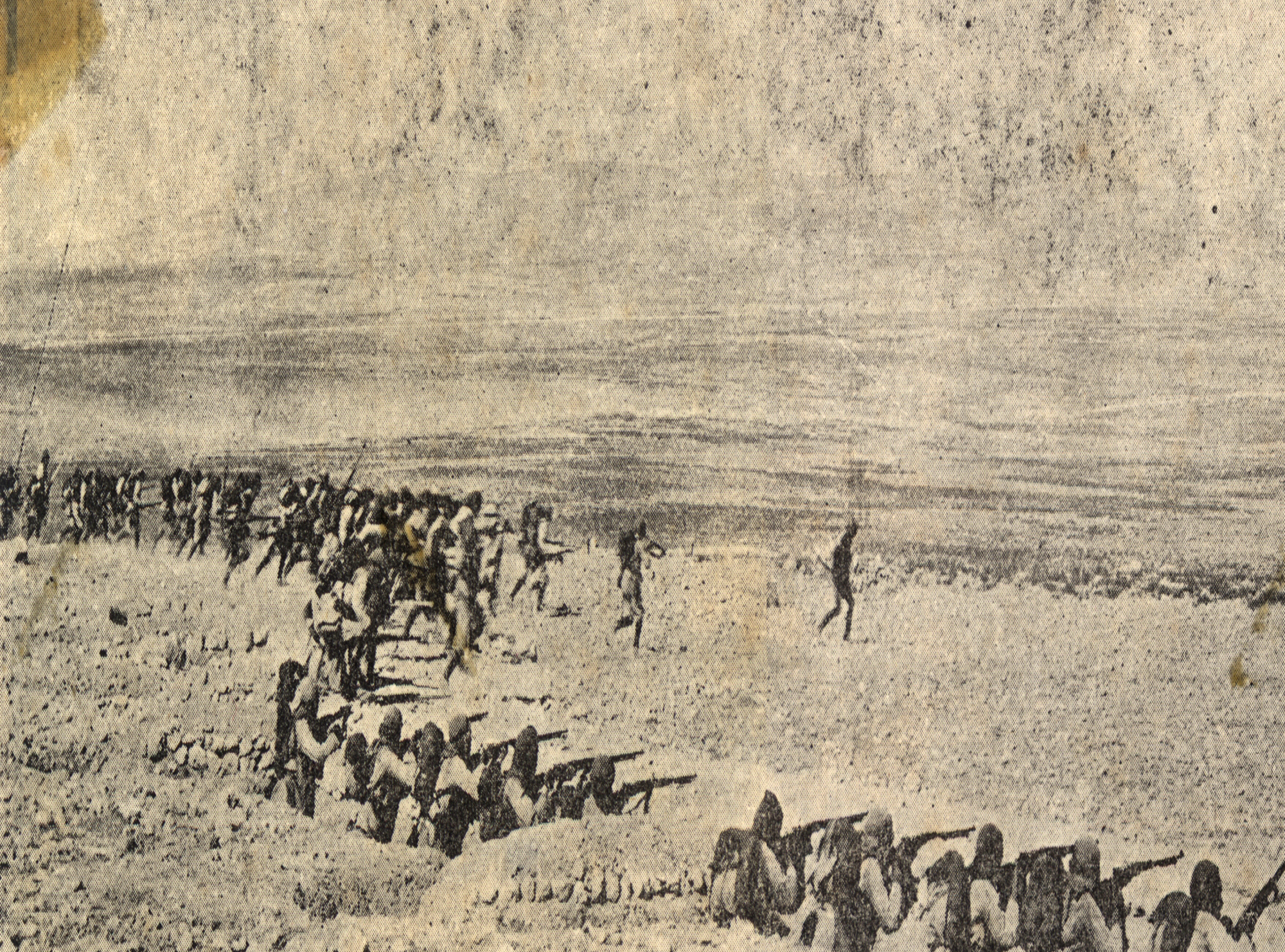
鄂圖曼第6軍團的圍城

1915年12月7日，哈里里帕夏率領持續追擊的鄂圖曼帝國軍隊抵達庫特附近。一旦鄂圖曼帝國有足夠的軍隊圍攻庫特，湯森德命令他的騎兵向南逃跑，並由其中尉：傑拉德·里奇曼上校實施。鄂圖曼帝國的軍隊的人數約為11,000人，並且不斷增加，額外的增援部隊不斷地抵達。他們由受人尊敬但年長的德國將軍兼軍事歷史學家科爾瑪·馮·德·戈爾茨指揮。戈爾茨非常了解鄂圖曼的軍隊，因為在1883年到1895年這期間，他花了12年時間，致力於其現代化的改造。在12月的三起襲擊之後，戈爾茨指導鄂圖曼軍隊建造面向庫特的攻城工事。他準備對巴斯拉發動進攻，透過在底格里斯河河流下游建立防禦陣地，旨在切斷兩城之間的聯繫。
經過一個月的圍攻，湯森德想突圍並向南撤退，但他的指揮官約翰·尼克松將軍認為在鄂圖曼軍隊圍攻之時壓制他們是有價值的。尼克松從倫敦訂購了該運輸工具，但他始終都沒有到達。陸軍部正在重組其軍事指揮部；此前，來自總督和印度辦公室的訂單已經到達。
然而，當湯森德報告說，只剩下一個月的食物時，救援人員倉促地開始出動。然不清楚是什麼原因，湯森德報告說他只有一個月的食物，而實際上他有四個多月的食物（儘管其水平有所下降），而湯森德也不會嘗試在沒有河流運輸的敵對部落土地上，試圖撤退那些沒有保護作用的步兵。尼克松下令增援，由他的兒子指揮，但到 12 月，他們仍然逗留在蘇伊士運河。這個令人困惑的聯繫將會證明：這是一個嚴重的晚到。
庫特的醫療設施由帕特瑞克·赫爾少將所領導。

### 救援考察

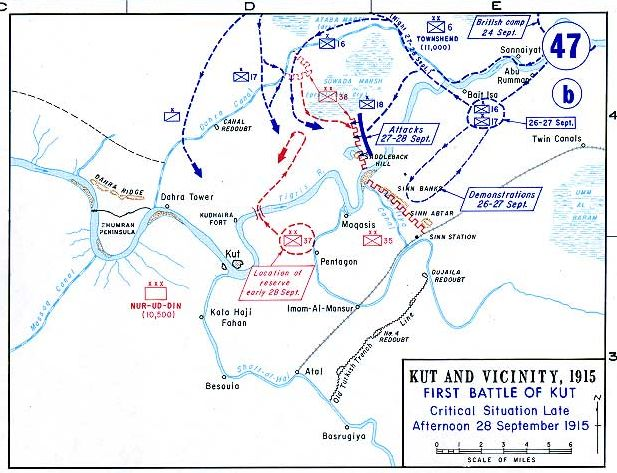
1915年12月28日時庫特的情況。

第一次的救援遠征由大約19,000名士兵所組成，由艾爾默中將率領，於1916年1月從阿里·加爾比 (Ali Gharbi) 沿河而上。

#### 謝赫薩德之戰
1月6日為救援遠征隊首次的嘗試解救庫特（即謝赫薩德之戰）。在喬治·揚赫斯班德少將的領導下，艾爾默的先遣部隊派出兩個師。而其延遲的部分原因是因為內閣正對於一個師是否足以構成一支足夠的部隊，或者是否應該派遣兩個師而展開辯論。審議的進展亦很緩慢。當此證據進入帝國國防委員會時，年邁的莫里斯將軍堅持要隨時通知他；由於其涉及成立新的小組委員會系統及轉移軍事責任之重組，這進一步的被複雜化。尼克松將軍至少發出了三份緊急備忘錄，要求運送人員撤離湯森德的師。到聖誕節時，他的健康狀況已經惡化，因此，他要求返回孟買休養。
尼克松與新增的工作人員的強制要求，使之更換從前移阿里·阿·加爾比對謝赫薩德及沿底格里斯河兩岸的部屬。揚赫斯班德的縱隊於1月6日上午與鄂圖曼人在謝赫薩德以東5.6公里處交戰。英國擊敗鄂圖曼帝國的努力最終沒有成功。
到了隔天，也就是1月7日，艾爾默帶著他的主力抵達並下令進行全面進攻。揚赫斯班德帶領其部隊進攻左岸，肯伯爾少將在右岸進攻。經過一整天的激烈戰鬥，肯博爾的軍隊攻占了右岸的鄂圖曼戰壕，俘虜們並繳獲了兩支槍。然而，鄂圖曼帝國的左岸仍堅守其陣地，他們後來從北方進行了支援演習。
在1月8日，戰局幾乎沒有變化之後，英國在1月9日再次發動襲擊，導致鄂圖曼帝國從謝赫薩德之戰撤退。在接下來的兩天裡，鄂圖曼帝國被艾爾默的軍隊追趕，但由於大雨的因素，使得道路幾乎無法通行。

#### 瓦迪之戰
鄂圖曼帝國從謝赫薩德撤退約16公里（10英里），到達左岸底格里斯河的一條支流，阿拉伯語地名簡稱為瓦迪河（意為“河谷”）的地方。鄂圖曼人在瓦迪河外和底格里斯河的另一邊與瓦迪河相反的地方，建立了他們的營地。
1月13日，艾爾默用他的所有部隊襲擊了左岸的鄂圖曼瓦迪河陣地。在頑強抵抗後，鄂圖曼人向西撤退8公里（5英里），艾爾默的軍隊緊追在後。

#### 漢納之戰
奧斯曼帝國隨後在漢納河上游的河谷上游安營扎寨，這是一條位於底格里斯河和蘇威基亞沼澤之間的狹長干地。英國在漢納戰役中的損失達2,700人，這對庫特的駐軍來說是災難性的。

#### 後續的努力
這時，哈里里帕夏（鄂圖曼全區的統帥）前來參戰，並且又帶來了兩萬至三萬的援軍。
繼艾爾默的遠征的慘敗後，尼克松將軍被替換，由最高統帥珀西·雷克代替。更多的部隊被派往支持艾爾默的部隊。他再次嘗試於3月8日攻擊Dujaila堡壘。這次襲擊失敗了，損失了4,000人。艾爾默將軍於3月12日被解職，並由喬治·戈林格將軍取代。
戈林格的救援嘗試通常被稱為第一次庫特戰役。大英帝國的軍隊人數約為30,000名士兵，大致相當於鄂圖曼帝國。戰鬥開始於4月5日和英國很快攻下Fallahiyeh，但損失慘重。最後的努力是在 4月22日試圖攻下桑奈亞特。盟軍無法佔領桑奈亞特，並在此過程中傷亡了約1,200人。
1916年4月，皇家飛行隊第30中隊進行了歷史上第一次物資供應作業。食物和彈藥被丟給了庫特的防禦者，但「他們的物資經常丟進底格里斯河內或鄂圖曼土耳其人的戰壕！」
所有的救援工作最終都失敗了，盟軍傷亡約30,000人。據信，奧斯曼帝國的傷亡人數也有約10,000人。鄂圖曼帝國也失去了戈爾茨男爵的幫助。他於4月19日去世，據說是死於傷寒。戈爾茨死後，在戰爭的剩餘時間裡，沒有任何的德國指揮官在美索不達米亞戰場接替他的位置。

### 英國軍隊的投降
英國領導人試圖買斷他們的軍隊。奧布里·赫伯特和湯瑪斯·愛德華·勞倫斯是被派往與鄂圖曼帝國談判秘密協議的軍官團隊的一員。英國人出價200萬英鎊（相當於2016 的1.5億英鎊），並承諾他們不會再與鄂圖曼人作戰，以換取湯森德的軍隊。恩維爾帕夏起初假裝真誠地與他們進行談判，然後在公開場合拒絕了這一提議，作為對英國人的最後羞辱。
英國人還向俄羅斯人尋求幫助。當時，巴拉托夫將軍擁有20,000名哥薩克軍隊，而他人在波斯。根據請求，他於1916年4月前往巴格達，但當他收到投降的消息時便折返了。
湯森德將軍於26日談判停火協議，在談判失敗後，他在圍困147天後，於1916年4月29日投降。大約13,000名倖存下來的盟軍士兵成為俘虜。歷史學家伊爾伯·奧爾泰利表示，「哈利利帕夏對投降的英國軍官表現得像個紳士」，並提出「讓戰俘乘河船向北駛去，以防附近的英國基地為之提供燃料。」 這個見解被英國人拒絕了。然而，歷史學家馬克·費侯建議換個圖來解釋。根據費候的說法，投降的英國和印度軍隊被迫在巴格達市周圍遊行，同時受到來自於監督他們遊行的鄂圖曼軍隊虐待。
湯森德自己被帶到馬爾馬拉海的雷貝里島上，坐了相對奢侈的戰俘。作者諾曼·狄克遜在他的著作《論軍事無能的心理學》中描述湯森德被他拋棄的人的困境“逗樂了”，好像他做了什麼聰明的把戲似的。狄克遜說湯森德無法理解為什麼他的朋友和戰友最終會批評他的行為。
在英軍戰鬥榮譽中，庫特之圍被命名為“庫特·阿·厄馬拉保衛戰”。

## 後續

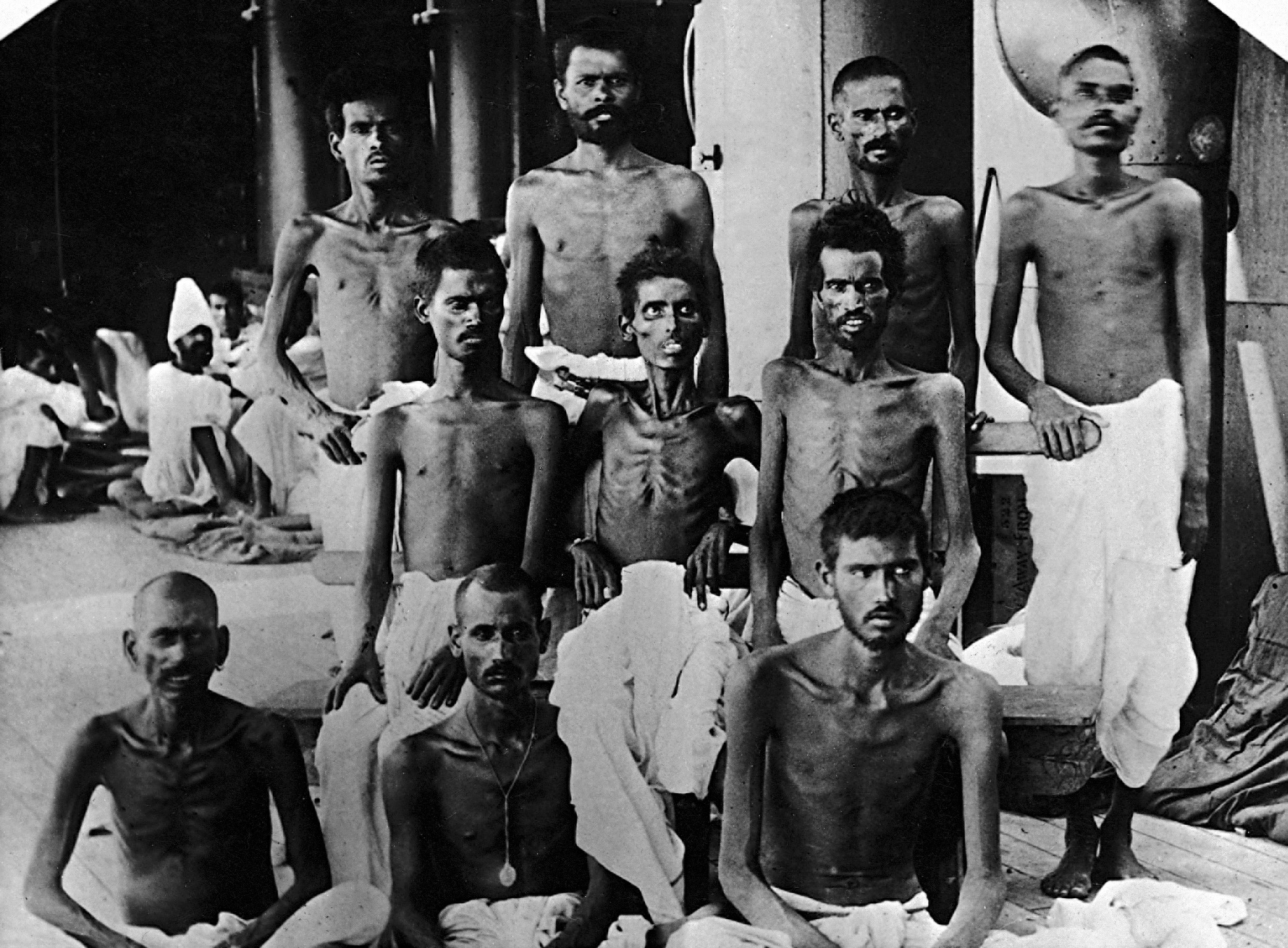
於1916年4月29日投降的駐軍，其中有三分之二是印度人。

英國歷史學家簡·莫里斯將庫特的戰敗描述為“英國軍事史上最羞辱的投降”。在這場恥辱的損失之後，萊克將軍和戈林格將軍被免職。新指揮官是莫德將軍，他訓練和組織了他的軍隊，然後發動了一場成功的戰役。
庫特之圍十個月後，英屬印度軍隊在1917年 3 月 11 日被稱為巴格達陷落（1917 年）的戰爭中征服了從庫特到巴格達的整個地區。隨著巴格達被攻占，英國政府對戰爭進行了重要的重建——慢慢重建庫特及被毀的國家。
一些從庫特戰爭的印度囚犯後來加入鄂圖曼印度志願團，並與德國最高統帥部相互合作。這些士兵以及從歐洲戰場俘虜來的士兵，在多條戰線上與鄂圖曼軍隊並肩作戰。印度人由安巴·普拉薩德領導，在戰爭期間，Kedar Nath Sondhi、Rishikesh Letha和Amin Chaudhry加入了他的行列。這些印度軍隊參與了攻占邊境城市卡門和扣押英國領事，還成功騷擾了珀西·塞克斯爵士的進攻。波斯對在德國人幫助下的俾路支，與波斯部落酋長發生戰役。